# Себичне мајке
Себичне мајке (шп. Madres egoistas) мексичка је теленовела, продукцијске куће Телевиса, снимана 1991.
У Србији је премијерно приказивана 1996. на ТВ Палма, а затим и на осталим локалним телевизијама.

## Синопсис
Након смрти родитеља, млада Ракел Ривас Канту наследила је велико богатство. Одгајила ју је кућна помоћница Маријана, која је потајно мрзи јер сматра да јој је породица Ривас Канту упропастила живот. Ракел се удаје за Пабла, који је, након што му је умрла жена, сам подизао кћерку Кармен. Срећни пар добија дете, малу Габи, али након четири године брака Пабло умире од срчаног удара. Очајна Ракел остаје сама и уписује Габи у приватну школу, коју похађа и Кармен, Паблова кћерка из првог брака. Њих две су одрасле заједно не знајући да су полусестре. По завршетку студија Габи се удаје за познатог новинара Максимилијана, док њена мајка упознаје Виктора који јој се допао на први поглед. Након дужег времена, Ракел је поново срећна и заљубљена….

## Улоге
| Глумац:            | Улога:                                          |
| ------------------ | ----------------------------------------------- |
| Хулијета Росен     | Ракел Ривас Рома                                |
| Орландо Карио      | Виктор Пералта                                  |
| Чантал Андере      | Кармен Ледесма Аријага                          |
| Марија дел Сол     | Марија Гонзалез Магдалена Гонзалез Каталина     |
| Алберто Мајаготија | Фернандо Годој Фелипе Годој Фернандо Ривас Рома |
| Тоњо Маури         | Макимилијано Баез                               |
| Енрике Нови        | Пабло Ледесма                                   |
| Лаура Сотело       | Ивон Дора Силвана                               |
| Лилијана Масијас   | Габријела Габи Ривас Рома Ледесма               |
| Оскар Сервин       | Рефухио Кука                                    |
| Манолита Савал     | Розарио Уриоз                                   |
| Роберто Канедо     | Хоакин Уриоз                                    |
| Тере Валадез       | Офелија                                         |
| Рафаел Амадор      | Херардо                                         |
| Дина де Марко      | Хасинта Аријага                                 |
| Хусто Мартинез     | Северо Аријага                                  |
| Роберто Соса       | Салвадор Чава Годинез                           |
| Мати Хуитрон       | Мина Баез                                       |
| Клаудио Обрегон    | Алберто Баез                                    |
| Херардо Акуна      | Рајмундо Купер                                  |
| Дијана Голден      | Ана Сервантес                                   |
| Фернандо Колунга   | Хорхе                                           |
| Лаура Марти        | Сара Баез                                       |
| Тере Мондрагон     | Руфина Норијега                                 |
| Норма де Анда      | Инес                                            |
| Марикруз Нахера    | Наталија Блиндер                                |
| Рафаел дел Виљар   | Ектор Круз                                      |
| Густаво Наваро     | Уго Пералта                                     |
| Лусија Ернандез    | Ирис                                            |
| Ектор Круз Лара    | Орасио                                          |
| Халил Сукар        | Антонија                                        |
| Антонио Мигел      | Лусио                                           |
| Алисија Осорио     | учитељица Лилија Ранхел                         |
| Гресија            | учитељица Аларкон                               |
| Габријела Мичел    | учитељица Пиједад                               |
| Ирина Ареу         | гђица Фериз                                     |
| Рената де лос Риос | Аурора                                          |
| Дениз Кастиљо      | Ката                                            |
| Александра Перез   | Флора                                           |
| Шантал Геди        | Ема                                             |
| Ондина             | Селесте                                         |
| Анаи Пуенте        | Габи (девојчица)                                |
| Хулијана Пениће    | Кармен (девојчица)                              |
| Хаир де Рубин      | Уго (дечак)                                     |
| Карлос Фуентес     | Максимилијано (дечак)                           |
| Салвадор Гонзалез  | Чава (дечак)                                    |